# Фьюмичелло-Вилла-Вичентина
Фьюмичелло-Вилла-Вичентина (итал. Fiumicello Villa Vicentina, фриул. Flumisel Vile Visintine) — коммуна в Италии, в области Фриули-Венеция-Джулия. 
Образована в 2018 году путём объединения коммун Фьюмичелло и Вилла-Вичентина. Относилась к бывшей провинции Удине.
Население составляет 6361 человек (2021 г.). Занимает площадь 28,8 км².